# Gerhard von dem Busch
Gerhard von dem Busch (* 22. September 1791 in Bremen; † 19. September 1868 ebenda) war ein deutscher Arzt, Fachübersetzer und Malakologe.

## Leben
Gerhard von dem Busch war Sohn eines Bremer Anwalts und Enkel des Bremer Bürgermeisters gleichen Namens. Er studierte Medizin an den Universitäten Heidelberg und Göttingen. Während des Studiums wurde er in Heidelberg Mitglied der Guestphalia I Heidelberg und in Göttingen trat er dem Corps Bremensia bei. In Göttingen wurde er 1814 mit seiner Dissertation de intestino coeco eiusque processu vermiformi zum Dr. med. promoviert. Gerhard von dem Busch war in Bremen als praktischer Arzt tätig. Bleibende Bedeutung erlangte er durch seine zahlreichen Übersetzungen wissenschaftlicher Werke der Mediziner Christopher R. Pemberton, John Abercrombie, Magnus Huss und weiteren. Im Alter wandte er sich der Conchologie zu. Seine für die Wissenschaft bedeutende Sammlung von Clausilien aus aller Welt befindet sich heute in der Universität Bremen.